# Museum of Contemporary Native Arts
Le Museum of Contemporary Native Arts – ou MoCNA – est un musée américain à Santa Fe, dans le comté de Santa Fe, au Nouveau-Mexique. Ce musée d'art amérindien occupe le Santa Fe Federal Building, un bâtiment construit en 1922 dans le style Pueblo Revival et qui est inscrit au Registre national des lieux historiques depuis le 15 août 1974.